# Малхаз Асатіані
Малхаз Асатіані (груз. მალხაზ ასათიანი, * 4 серпня 1981, Кутаїсі) — грузинський футболіст, захисник збірної Грузії.

## Клубна кар'єра
У 2008 році був відданий в оренду до кінця сезону у київське «Динамо». Зіграв за «Динамо» кілька матчів, а після закінчення сезону повернувся у московський «Локомотив». У лютому 2009 року «Динамо» і «Локомотив» підписали договір про оренду футболіста до 31 травня. Проте, він не зміг приймати виступати за «Динамо» в кубку УЄФА у 2009 році, оскільки «Динамо» відізвало його, а заявити знову вже було пізно. Не в останню чергу другий договір оренди був пов'язаний з травмою захисника «Динамо» Папа Діакате, який отримав її під час зимової товариської зустрічі і вибув зі строю орієнтовно на 3-4 місяці.
В грудні 2010 року контракт з «Локомотивом» завершився, а новий підписаний не був.

## Досягнення
- Чемпіон Грузії (3): 2000, 2001, 2002
- Володар Кубка Грузії: 2001
- Чемпіон Росії: 2004
- Бронзовий призер Чемпіонату Росії: 2005, 2006
- Володар Кубка Росії: 2007
- Володар Суперкубка Росії: 2003, 2005
- Володар Кубка Чемпіонів Співдружності: 2005
- Чемпіон України: 2009

## Статистика виступів
| Сезон     | Команда            | Чемпіонат | Кубок | Єврокубки |
| 1999/2000 | Торпедо (Кутаїсі)  | 13 (3)    |       |           |
| 2000/2001 | Торпедо (Кутаїсі)  | 23 (5)    |       |           |
| 2001/2002 | Торпедо (Кутаїсі)  | 25 (1)    |       |           |
| 2002/2003 | Торпедо (Кутаїсі)  | 15 (6)    |       |           |
| 2003      | Локомотив (Москва) | 10 (1)    | 0 (0) | 0 (0)     |
| 2004      | Локомотив (Москва) | 19 (1)    | 1 (0) | 0 (0)     |
| 2005      | Локомотив (Москва) | 28 (3)    | 2 (1) | 10 (2)    |
| 2006      | Локомотив (Москва) | 14 (0)    | 1 (0) | 3 (0)     |
| 2007      | Локомотив (Москва) | 14 (1)    | 1 (0) | 0 (0)     |
| 2008/2009 | Динамо (Київ)      | 5 (0)     | 2 (1) | 5 (0)     |
| 2009      | Локомотив (Москва) | 14 (0)    | 0 (0) | 0 (0)     |
| 2010      | Локомотив (Москва) | 18 (0)    | 0 (0) | 1 (0)     |